# Luciano Comida
Luciano Comida (* 3. April 1954 in Triest; † 21. Mai 2011 ebenda) war ein italienischer Autor.

## Werke
- Dreizehneinhalb. Baumhaus-Verlag, Frankfurt/Main 2009
- Post für Michele. Baumhaus-Verlag, Frankfurt/Main 2007
- Die ganze Welt hat’s auf mich abgesehen. Omnibus-Verlag, München 2002